# 岡茂男
岡 茂男（おか しげお、1920年9月30日 - 1992年12月14日）は、日本の経済学者。経済学博士（九州大学）。大分県大分郡庄内町出身。

## 人物
1939年に大分県立大分中学校（現大分県立大分上野丘高等学校）、1941年に大分高等商業学校を卒業。
1943年、学徒として出陣。翌年、大日本帝国海軍海軍対潜学校卒業。1945年には海軍中尉となるが、終戦で復員。
1946年、九州帝国大学法文学部経済学科を卒業。翌年、九州大学経済学部助手となる。1952年、武蔵大学経済学部専任講師。1953年に同助教授、1958年に教授。1961年、同学生部長。
1966年11月、九州大学にて「戦後日本の関税政策」で経済学博士号を取得。1969年、武蔵大学経済学部長、同大学院経済学研究科委員長（1970年まで）。1975年、武蔵大学学長代行。1976年、武蔵大学学長（1984年まで）。1977年、学校法人根津育英会武蔵学園武蔵学園長事務取扱（1978年まで）。1980年、北海道武蔵女子短期大学学長代行（1981年まで）。1984年、武蔵大学経済学部教授。
1986年、武蔵大学定年退職。同名誉教授。北海道武蔵女子短期大学経済科教授。1988年、北海道武蔵女子短期大学学長。1991年、北海道武蔵女子短期大学退職。

## 著書
- 『入門経済学』（青木書店、1961年）
- 『人生経済学』（青春出版社、1963年）
- 『戦後日本の関税政策』（日本評論社、1964年）
- 『商業擁護論』（ジェームズ・ミル著/岡茂男訳、未来社、1965年）
- 『苦悩するヨーロッパ』（日本関税協会、1975年）

## 注
1. ↑  以上につき、「岡茂男教授経歴」『武蔵大学論集33巻（5･6合併号）　岡茂男教授記念号』武蔵大学経済学会、1986年3月、169頁以下、コトバンク

| スタブアイコン | サブスタブ | この項目は、まだ閲覧者の調べものの参照としては役立たない、人物に関連した書きかけの項目です。この項目を加筆・訂正などしてくださる協力者を求めています（P:人物伝/PJ:人物伝）。 |